# 1,1,1-Trifluoroéthane
Le 1,1,1-trifluoroéthane, appelé aussi R-143a ou HFC-143a, est un composé organique de la famille des hydrofluorocarbures (HFC). C'est l'un des deux isomères du trifluoroéthane, avec le 1,1,2-trifluoroéthane.